# Metropolia Nowego Orleanu
Metropolia Nowego Orleanu – metropolia Kościoła rzymskokatolickiego obejmująca w całości stan Luizjana w Stanach Zjednoczonych.
Katedrą metropolitarną jest bazylika św. Ludwika w Nowym Orleanie.

## Podział administracyjny
Metropolia jest częścią regionu V (AL, KY, LA, MS, TN)
- Archidiecezja Nowego Orleanu
- Diecezja Alexandrii
- Diecezja Baton Rouge
- Diecezja Houmy-Thibodaux
- Diecezja Lafayette
- Diecezja Lake Charles
- Diecezja Shreveport

## Metropolici
1. Antoine Blanc (1850–1860)
2. Jean-Marie Odin (1861–1870)
3. Napoléon-Joseph Perché (1870–1883)
4. Francis Xavier Leray (1883–1887)
5. Francis Janssens (1888–1897)
6. Placide-Louis Chapelle (1897–1905)
7. James Hubert Blenk (1906–1917)
8. John William Shaw (1918–1934)
9. Joseph Francis Rummel (1935–1964)
10. John Cody (1964–1965)
11. Philip Hannan (1965–1989)
12. Francis Schulte (1989–2001)
13. Alfred Hughes (2002–2009)
14. Gregory Aymond (2009–obecnie)